# Cap Tofu
Pour les articles homonymes, voir Tofu (homonymie).
Le cap Tofu (chinois traditionnel : 豆腐岬 ; pinyin : Dòufu Jiǎ ; anglais : Tofu Cape) est un cap du canton de Su'ao, dans le comté de Yilan, à Taïwan.

## Nom
Le cap tire son nom du fait que le rocher de la zone ressemble au tofu.

## Écologie
Le cap fournit un abri naturel pour les poissons de mer à proximité.

## Activités
Il y a un sentier de randonnée le long de la ligne côtière du cap. La région est également populaire pour la plongée sous-marine. 

## Transport
Le cap est accessible à pied au sud-est de la gare de Su'ao des chemins de fer de Taïwan.